# Tajemnica Statuetki
Tajemnica Statuetki è un videogioco d'avventura del 1993, sviluppato e pubblicato da Metropolis Software House per computer basati su MS-DOS. Questo è il primo gioco di avventura in Polonia. La sua trama ruota intorno all'agente dell'Interpol John Pollack, che sta cercando di svelare il mistero associato al furto di vari oggetti d'antiquariato in tutto il mondo.
Nonostante il fatto che la pirateria fosse diffusa in Polonia, riuscì a vendere da 4 a 6 000 copie alla sua uscita e divenne molto popolare nel paese. Tajemnica Statuetki è stato elogiato per la sua trama e diventato una pietra miliare culturale che ha contribuito a promuovere e legittimare l'industria dei videogiochi polacca, nonostante le piccole critiche alla meccanica del gioco e alla progettazione audiovisiva.